# 佩奇·戈登
佩奇·戈登（英語：Paige Gordon，1973年4月25日—），加拿大女子跳水运动员。她曾代表加拿大参加1991年泛美运动会跳水比赛，获得一枚银牌。她也曾参加1992年和1996年夏季奥运会。